# به این می‌گویند زندگی
به این می‌گویند زندگی (به هندی: Isi Ka Naam Zindagi) فیلمی محصول سال ۱۹۹۲ و به کارگردانی کالیداس است. در این فیلم بازیگرانی همچون عامر خان، فرحناز، پران، شاکتی کاپور، آسرانی، آنجان سیرواستاو ایفای نقش کرده‌اند.